# آلکوا
آلکوا (به انگلیسی: Alcoa) شرکت آلومینیوم آمریکایی است، که در زمینه توسعه و استخراج، پالایش، ذوب، ساخت و بازیافت آلومینیوم فعالیت می‌کند. شرکت آلکوا در سال ۱۸۸۵ توسط چارلز مارتین هال تأسیس شد و هم‌اکنون پس از شرکت‌های هونگکیاو، ریو تینتو و روسال، چهارمین تولیدکننده آلومینیوم در جهان می‌باشد.
دفتر مرکزی این شرکت در شهر پیتسبورگ، پنسیلوانیا قرار دارد و بخشی از سهام آن در بازار بورس نیویورک معامله می‌شود و جزئی از شاخص میانگین صنعتی داوجونز به‌شمار می‌آید.